# Jean Bène
Jean Bène, né le 12 juillet 1901 à Pézenas (Hérault) et mort le 26 avril 1992 à Saint-Georges-d'Orques (Hérault), est un résistant et homme politique socialiste français.
Fils de viticulteur, avocat de formation, il se tourne vers la politique pour défendre les intérêts du département de l'Hérault et de la viticulture. Il est membre de la Section française de l'Internationale ouvrière (SFIO).

## Biographie
Jean Bène naît le 12 juillet 1901 à Pézenas (Hérault).

### Vie politique sous laIVeRépublique et résistance
Après ses études  en droit à la faculté de Montpellier et son inscription comme avocat au barreau de Béziers, Jean Bène s"intéresse très tôt à la vie politique locale, dans la mouvance de la Section française de l'Internationale ouvrière (SFIO). Il devient conseiller municipal de Pézenas en 1929, puis maire de 1932 à 1941, date à laquelle il est révoqué de ses fonctions par le Gouvernement de Vichy.
Il se consacre alors entièrement à la lutte contre l'occupant en s'engageant dans la résistance. Il est membre du mouvement Libération-Sud et du Parti socialiste clandestin, ainsi que chef départemental de l'Armée secrète. Il dirige les maquis de l'Aude et de l'Hérault et assume ses fonctions d'officier de liaison et de chargé de mission auprès du délégué militaire régional. Sa participation aux combats pour la libération de Béziers en août 1944 lui vaut la Croix de guerre et la médaille de la Résistance française avec rosette. Il est fait chevalier de la Légion d'honneur à titre militaire en 1946 pour avoir créé le maquis "La Tourette" sur la commune de Ferrières-Poussarou. La Belgique lui décerne la croix de Léopold et l'Angleterre la médaille d'argent du courage.
Président du Comité départemental de Libération, il reprend ses fonctions de maire de Pézenas qu'il conserve jusqu'aux élections municipales de 1947 et est élu conseiller général du canton de Pézenas en septembre 1945, avant de devenir en octobre 1951 président du Conseil général de l'Hérault, fonction qu'il exerce jusqu'en 1979. Il est réélu maire de Pézenas en 1953.
Premier de la liste de la SFIO aux sénatoriales de décembre 1946, il devient sénateur de l'Hérault où ses domaines privilégiés sont les problèmes économiques et agricoles.
Les 2 et 3 juin 1958 il vote les pleins pouvoirs et pour la révision constitutionnelle.

### Vie politique sous laVeRépublique
Jean Bène se représente au 1er scrutin sénatorial de la Ve République en avril 1959 sur une liste d'entente républicaine pour la défense permanente de la viticulture et des intérêts économiques du département de l'Hérault. Il est réélu au 1er tour. Son mandat sénatorial est reconduit en 1962.
Entre 1959 et 1962, il appartient à la commission des affaires économiques puis devient membre de la commission des affaires étrangères jusqu'en 1971. Il défend les intérêts viticoles et plus largement agricoles, notamment en 1960 lors du projet de loi d'orientation agricole et de l'enseignement à la formation professionnelle agricole. Il rapporte en 1964 le texte pour l'approbation d'un accord créant un centre international de hautes études agronomiques méditerranéennes.
En février 1960 il se prononce en faveur de la loi autorisant le Gouvernement à prendre certaines mesures relatives au maintien de l'ordre, à la sauvegarde de l’État, à la pacification et à l'administration de l'Algérie. Il vote pour la loi sur la réforme de régimes matrimoniaux en 1965 et pour la loi Neuwirth relative à la régulation des naissances en décembre 1967.
Après 26 ans au Palais du Luxembourg, Jean Bène ne se représente pas aux sénatoriales de 1971. Il se consacre alors entièrement au département de l'Hérault et à sa ville de Pézenas. Réélu maire en 1953, il le reste jusqu'en 1977, décidant alors de quitter la vie municipale.
Conseiller général du canton de Pézenas depuis 1945, il se retire en 1979, devancé au 1er tour des élections cantonales. Ce retrait marque également le terme de sa longue présidence  de l'assemblée départementale.
Président de l'Entente interdépartementale pour la démoustication du littoral méditerranéen, il poursuit la présidence de la Société d'aménagement de l'Hérault jusqu'en 1987. Il fut aussi membre de la Mission interministérielle d'aménagement touristique du littoral du Languedoc-Roussillon, de la commission des Secteurs sauvegardés, de la Compagnie nationale d'aménagement du Bas-Rhône et du Languedoc.
Il repose au cimetière de Pézenas. Pour lui rendre hommage, le collège de la ville porte son nom.

### Presse régionale
Jean Bène a cofondé le quotidien Midi libre en 1944, il en a ensuite assuré la direction politique et était administrateur.